# Bayersk folkemusik
Bayersk folkemusik er den gren af folkemusikken, der har udviklet sig i Sydtyskland, Schweiz, Østrig, Sydtyrol og Slovenien.

## Alpernes folkemusik
På tysk kaldes bayersk folkemusik ofte for Alpenländische Volksmusik (Alpelandenes folkemusik). 
Denne betegnelse gælder for folkemusikken i de tysk- og slovensk talende områder i Alperne, dvs. i Bayern, Schweiz, Liechtenstein, Østrig, Sydtyrol samt i dele af Slovenien og Baden-Württemberg.